# Élections législatives tibétaines de 1972
Les élections législatives tibétaines de 1972 furent les cinquièmes élections de la démocratie tibétaine. 

## Liste des parlementaires de la5eAssemblée tibétaine
| Nombre (et position) | Membre                                                          | Corps électoral ou tradition |
| -------------------- | --------------------------------------------------------------- | ---------------------------- |
| 1 Président          | Juchen Thupten Namgyal- après la disparition de Tsewang Trinley | Kham                         |
| 2 Vice-président     | Alag Jigme Lhundub                                              | Amdo                         |
| 3                    | Ritrul Rigzin Choegyal                                          | nyingmapa                    |
| 4                    | Tsedhong Ngawang Sangpo                                         | sakyapa                      |
| 5                    | Ghajang Lobsang Choeden                                         | gelugpa                      |
| 6                    | Lodoe Tharchin (Lodro Tharchin Rinpoché)                        | kagyupa                      |
| 7                    | Rikha Lobsang Tenzin                                            | Ü-Tsang                      |
| 8                    | Drikung Genyen Choedon                                          |                              |
| 9                    | Phunrab pa Lobsang Dhargye                                      |                              |
| 10                   | Gonpo Dorjee                                                    |                              |
| 11                   | Tsewang Trinley (président pour deux ans)                       | Kham (Dhotoe)                |
| 12                   | Bha Lakha Trulku Thubten Dorje                                  |                              |
| 13                   | Tsering Choedon Dhompa                                          |                              |
| 14                   | Ladrang Jigmey Gyatso                                           | Amdo (Dhomey)                |
| 15                   | Dhuedul Trulku Lobsang Thubten                                  |                              |
| 16                   | Gyalrong Barkham Tashi Ky                                       |                              |